# Josep Sanchis Sivera
Josep Sanchis Sivera (València, 5 de gener de 1867 - València, 21 de maig de 1937) va ser un canonge i historiador valencià. Va ser director del Centre de Cultura Valenciana des de l'any 1927 fins a la seua mort. Va ser un dels signataris de les Normes de Castelló de 1932.
Va estudiar al Seminari Metropolità de València, i es va ordenar sacerdot l'any 1890. Passà a ocupar serveis de redactor del butlletí oficial eclesiàstic de la Diòcesi Valentina, en la Secretaria del Palau Arquebisbal, mentre començava a fer incursions periodístiques en el setmanari Semana Católica. Va ser nomenat mol aviat canonge de la catedral de Sogorb, i immediatament passà amb aquesta mateixa responsabilitat a la catedral de València. Hi va conèixer l'arxiver i canonge de la seu i eminent historiador Roc Chabàs Llorens, que va guiar-lo en la seua formació, majoritàriament autodidacta, inculcant-li el respecte pel mètode científic i en el dur treball als arxius. Tot i haver dedicat certs esforços a la redacció d'obres teològiques, sota el mestratge del doctoral del cabiscol Niceto Alonso, aviat es va bolcar exclusivament en la història, potser encoratjat en trobar un cercle de companys interessats en l'estudi de la història valenciana i alhora deixebles de Chabàs: Josep Martínez Aloy, Josep Rodrigo Pertegàs, Lluís Tramoyeres, Francesc Almarche i Vicent Vives i Liern.
Com a historiador es declarava deixeble del positivista Chabàs, i s'interessava sobretot pel període medieval, a partir dels arxius religiosos i civils de la ciutat de València i d'altres visitats amb ocasió dels seus nombrosos viatges per Espanya i Europa, deixant una amplíssima obra. El seu contacte amb col·legues catalans, principalment amb Salvador Santpere i Miquel, però també amb Jordi Rubió i Balaguer i Ferran Valls Taberner, així com la seua condició de membre de l'Institut d'Estudis Catalans i les afinitats amb la línia historicista d'Antoni Rubió i Lluch han fet que es considere Sanchis Sivera una figura afí al noucentisme historiogràfic català.
Va ser catedràtic d'història de l'art de la Universitat Pontifícia Valentina i va dedicar una part significativa dels seus treballs a aquesta disciplina, que cristal·litzaria en la que ha estat considerada la seua obra més important: La catedral de Valencia. Guía histórica y artística (1909). Aquesta obra, beneficiària del previ inventari de béns mobles de la catedral fet per Sanchis Sivera l'any 1907, va partir de la documentació continguda als Libres d'obres de la Seu i hi va comptar amb la col·laboració de Josep Rodrigo Pertegàs. Aquesta obra va ser premiada en els Jocs Florals de Lo Rat Penat l'any 1908.
Encoratjat per aquest èxit va publicar nombrosos treballs sobre la catedral i altres temples valencians, així com a estudis de la diòcesi valentina, entre els quals cal destacar el seu Nomenclátor geográfico-eclesiástico de los pueblos de la Diócesis de Valencia (1922) que encara avui és consultat en els estudis de toponímia.
També són destacables els seus estudis sobre la família Borja, sobre art medieval valencià i sobre història de la vida quotidiana, de la qual pot ser considerat un pioner amb el seu volum dedicat a la Vida íntima de los valencianos durante la época foral (1932-1935).
La seua Bibliografia valenciana medieval va ser guardonada per Lo Rat Penat l'any 1927. També va publicar nombrosos estudis sobre el sant valencià Vicent Ferrer i diversos llibres de viatges i narrativa, tant en castellà com en català. Els darrers anys de la seua vida els va dedicar a la transcripció dels sermonaris de sant Vicent Ferrer.
El juliol de 1936, quan es produeix la sublevació militar contra la República, era a Puigcerdà per motius de salut. Va tornar a València amb la idea de salvar tot el material artístic i documental que pogués, però malalt, fou ingressat en una clínica, fou operat i morí per complicacions postoperatòries. La seva gran biblioteca, entre les més importants de la ciutat, fou saquejada per les tropes sublevades.